# Ibtin
Ibtin (în arabă إبطن, în ebraică אִבְּטִין) este un sat beduin în Israel. Situat în Galileea de Jos la aproximativ o jumătate de kilometru de Kfar Hasidim, acesta intră sub jurisdicția Consiliului regional Zevulun. În 2019 avea o populație de 2.835 locuitori.

## Istoric
Satul a fost înființat în 1965 ca parte a unui plan de stabilire a beduinilor în zonă în așezări permanente. Locuitorii satului sunt membri ai tribului Amria.
Arborele sacru al lui U'm Ayash este situat în sat, care, potrivit legendei, are pietre rola sub ea în fiecare vineri.